# Despelote
Despelote är samlingsbegrepp för den enskilde dansarens kroppsrörelser inom salsa.
Dansaren rullar och skakar på höften, bröstet och axlarna. Rörelserna är ibland mjuka och slingrande vågrörelser och ibland hårda.
När salsan dansas som pardans kan paret under en del av dansen släppa varandra och utföra despelote för varandra, till exempel på ett utmanande, sensuellt eller lekfullt sätt. I koreografisk salsa utgör despelote ofta en viktig beståndsdel.